# Apache Avalon
Apache Avalon是自1999年以来开发的一个计算机软件框架，为容器（服务器）应用程序提供一个可重用的组件框架。Avalon率先使用了如关注点分离和控制反转（IoC）的设计模式。
到了2004年，Avalon已经成长为多个子项目： 
- Excalibur：Apache Excalibur包含了Avalon 4.x Framework、Fortress IoC容器，和几个Avalon相关的组件和实用程序，例如LogKit和Cornerstone组件集合。[1]
- Loom: 继Avalon Phoenix后，Codehaus Loom继续开发一个微内核容器。[2]
- Metro：DPML Metro（英语：DPML Metro）项目使用开放式参与软件模型开发下一代Merlin服务平台。[3]
- Castle：一个针对C#和.NET平台的IoC框架和容器。基于C#的Avalon实现。[4]

Excalibur、Avalon框架于2010年12月15日退休，目前这两个项目都在Apache Attic下。